# Gerbilling
Con il termine gerbilling si intende una pratica sessuale o un metodo di tortura consistente nell'introduzione di animali vivi di piccole dimensioni, ad esempio roditori, piccoli pesciolini, oppure anfibi di modeste dimensioni, all'interno dell'orifizio anale o vaginale allo scopo di provocarne la stimolazione o con finalità di violenza. La denominazione deriverebbe per l'appunto dal nome di uno degli animali ipoteticamente utilizzati: il gerbillo.

## Esempi
Tale pratica è fonte di una serie di leggende urbane ampiamente diffuse in svariate parti del mondo, delle quali una delle più note vede l'attore Richard Gere vittima di complicazioni occorse mentre sperimentava tale gioco erotico. In letteratura vi è un celebre riferimento a tale pratica sessuale, che compare ne Le 120 giornate di Sodoma del Marchese de Sade, nei Supplizi aggiunti. È diffusa, soprattutto nella pornografia di ambito sadomaso giapponese, la rappresentazione fotografica o filmata di questo genere di pratica; in alcuni casi potrebbe tuttavia trattarsi di modelli in gomma o in silicone anziché di animali veri e propri.
In Polonia, lo storico Marek Jan Chodakiewicz ha tenuto conferenze sull'argomento presso il centro IPN.

## Metodo di tortura
Tale pratica è indicata come antico metodo di tortura: nel Medioevo un analogo trattamento sarebbe stato talvolta utilizzato con streghe ed eretici. Essa sarebbe stata una delle tecniche di tortura utilizzate anche in Cile, dai soldati di Pinochet dopo il golpe dell'11 settembre 1973, in riferimento in particolare alle donne. Tale pratica viene anche mostrata in un episodio del cartone animato South Park, nel film Una settimana da Dio, inoltre viene descritta in un passo del romanzo di Bret Easton Ellis American Psycho, in cui il protagonista, il serial killer Patrick Bateman, introduce un topolino nella cavità vaginale di una delle sue vittime.
L'etnologa Margaret Green riferisce che un tempo, tra la popolazione degli Igbo, in Nigeria, veniva intimata come pena il gerbilling nel caso in cui le donne della tribù non si fossero presentate al convegno dedicato a giudicare donne sospettate di furto:
Sottolinea la stessa Green che però "questa punizione si è applicata raramente; ma la paura di essere punite in questo modo induce le donne a recarsi sul posto dove avrà luogo il processo".